# Aleksey Denisenko
Aleksey Denisenko (30 de agosto de 1993) é um taekwondista russo, medalhista olímpico.

## Carreira

### Londres 2012
Aleksey Denisenko competiu nos Jogos Olímpicos de 2012, na qual conquistou a medalha de bronze na categoria até 58kg.

### Rio 2016
Em uma categoria acima, até 68kg, conquistou a medalha de prata.